# Antonio Begarelli
Antonio Begarelli, né à Modène en 1499 et mort le 18 décembre 1565, est un sculpteur italien qui a principalement produit des statues en terracotta (terre cuite),. Les œuvres de cet ami de Corrège ont orné les églises de Modène, Parme, Mantoue, etc. Begarelli tenait également une école de dessin.